# 将苑

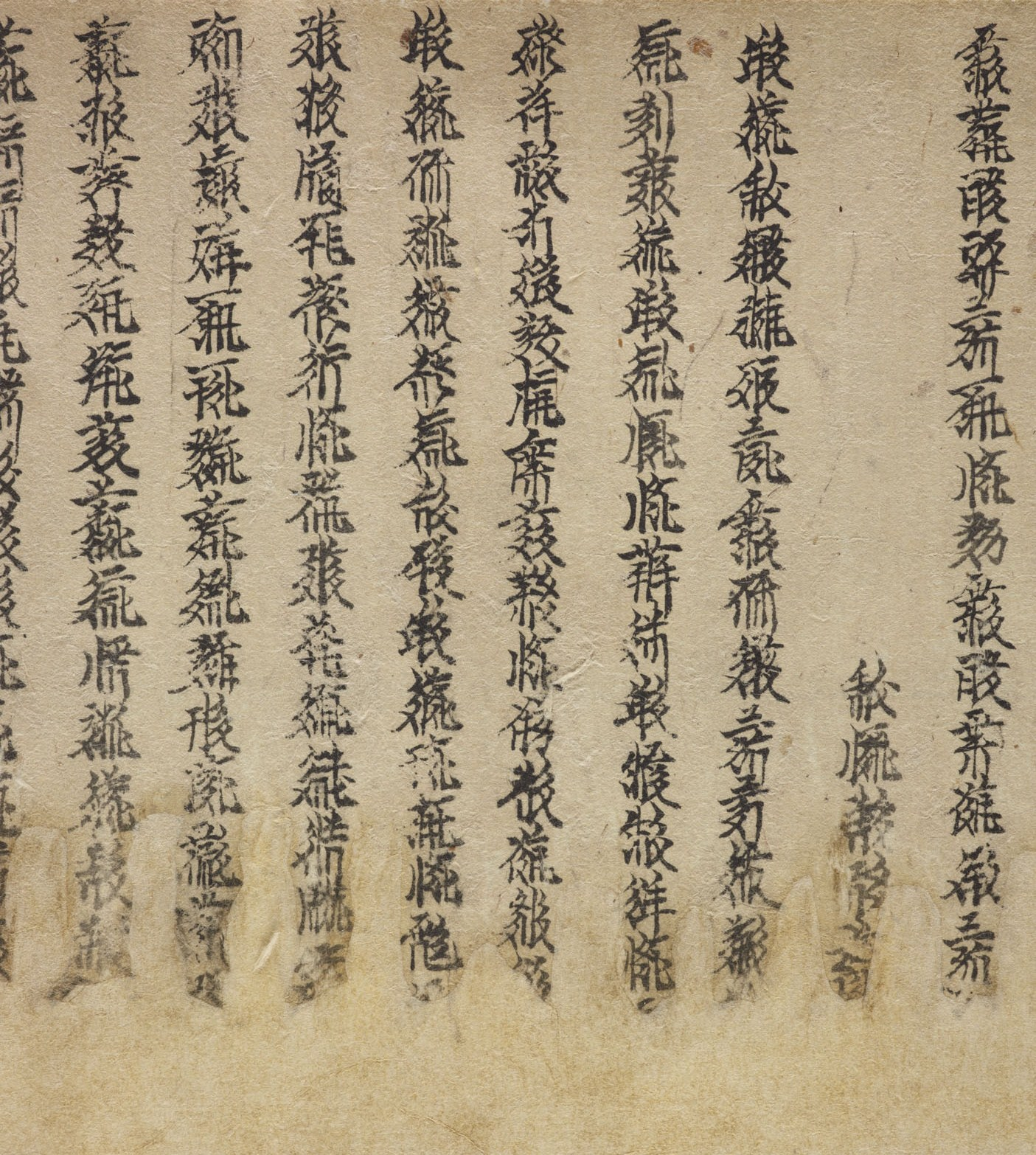
黑水城出土西夏文译本《将苑》，现存大英图书馆。

《将苑》是中国古代一部专门讨论为将用兵之道的军事著作。

## 题解
该书宋朝称为《将苑》，明朝亦称《心书》、《新书》。旧题诸葛亮撰。南宋《遂初堂書目》始有記載。明王士騏編《諸葛亮集》將其收入。現有明、清刊本及西夏譯本。全書共50篇，約5,000字。該書本於《孫子》、《吳子》等軍事名著。学者普遍认为此书内容大多采自其它兵书和史书，不是诸葛亮所写，但是其中某些思想与诸葛亮军事思想一致，因此认为是熟悉诸葛亮军事思想的后人所伪托。

## 评价
该书非常系统的论证了将领在军队中的地位、作用、品格和领兵作战时应该注意的问题，颇受后人重视。

## 版本
- 《广汉魏丛书》本
- 《唐宋丛书》本
- 《学海类编》本
- 明正德十三年（1518年）韩袭芳铜活字单行印本
- 明万历十三年（1585年）书林郑少斋刻本
- 清张澍《诸葛忠武侯文集》辑本第四卷
- 西夏譯本

## 体例
共分2卷。

## 参看
- 诸葛亮